# Büren (distrikt)
Büren var fram till 31 december 2009 ett amtsbezirk i kantonen Bern, Schweiz.

## Kommuner
Büren var indelat i 14 kommuner:
- Arch
- Büetigen
- Büren an der Aare
- Busswil bei Büren
- Diessbach
- Dotzigen
- Lengnau
- Leuzigen
- Meienried
- Meinisberg
- Oberwil bei Büren
- Pieterlen
- Rüti bei Büren
- Wengi